# Vratislav al II-lea al Boemiei
Vratislav al II-lea (n. 1031 – d. 14 ianuarie 1092, Boemia, Cehia), aparținând Dinastiei Přemyslid, a fost duce al Boemiei din 1061 până în 1085, margraf de Luzacia între 1076 și 1081 și rege al Boemiei sub numele Vratislav I din 1085 până la sfârșitul vieții.

## Biografie
Vratislav al II-lea a fost fiul lui Břetislav I și al soției sale, Iudita de Schweinfurt, fiica lui Henric de Schweinfurt.
După moartea tatălui său în 1055, Vratislav al II-lea urma să guverneze o parte a Moraviei ca Duce de Olomouc, dar a trebuit să se refugieze în Ungaria datorită disputelor cu fratele său mai mare, Spytihněv al II-lea, ducele Boemiei. Cu sprijinul maghiarilor el a redevenit totuși Duce de Olomouc.

### Conflicte între frați
În 1061, după moartea lui Spytihněv al II-lea, Vratislav a fost succesorul acestuia. Devenit duce al Boemiei, el a restaurat apanajele morave, pe care le-a dat fraților săi, Conrad și Otto. Cel mai tânăr dintre frați, Jaromír, care era destinat carierei ecleziastice, urma să devină Episcop de Praga, ceea ce însemna o funcție foarte prestigioasă și influentă. Dușmănia apărută între Vladislav și Jaromír, l-a determinat pe cel dintâi să limiteze influența Episcopiei de Praga. În acest scop, dar și pentru a întări poziția Moraviei, Vratislav a divizat dieceza cehă în două părți prin înființarea la Olomouc în 1063 a Episcopiei de Moravia (unde guvernau frații săi mai mici, Otto și Conrad) subordonată Arhiepiscopiei de Mainz. În 1080 papa Grigore al VII-lea a refuzat să dea permisiunea lui Vratislav pentru liturghia în limba slavonă: „Quia nobilitas tua postulavit, quo secundum Slavonicam linguam apud Vos divinum annueremus celebrari officium, scias nos huic petitioni tuae nequaquam posse favare” („deoarece Majestatea Voastră ne-a cerut să permitem ca slujba divină să fie celebrată în limba slavonă pentru voi, să știți că nu putem încuviința această cerere a Voastră”).
După moartea episcopului Šebíř de Praga, conflictul dintre frați a escaladat, existând chiar pericolul de a se transforma într-un conflict armat. Jaromír era susținut de ducii Moraviei, frații săi, Conrad și Otto. Vratislav a răspuns prin înființarea Episcopiei de Vyšehrad, care era subordonată direct Romei. Dușmăniei dintre Vratislav și Jaromír i s-au adăugat alți doi factori: Sfântul Imperiu Roman și Sfântul Scaun.

Jaromír a încercat să reinstaureze o singură dieceză în principat. Disputele s-au atenuat temporar în 1077 când Jaromír a devenit cancelarul împăratului Henric al IV-lea. În 1085 împăratul a poruncit ca Episcopia de Praga să includă și pe cea a Moraviei. La sfârșitul anilor '80 ai secolului al XI-lea, Vratislav a decis să restaureze Episcopia Olomouc. Jaromír a plecat spre Roma pentru a protesta, însă a murit pe drum (1090).

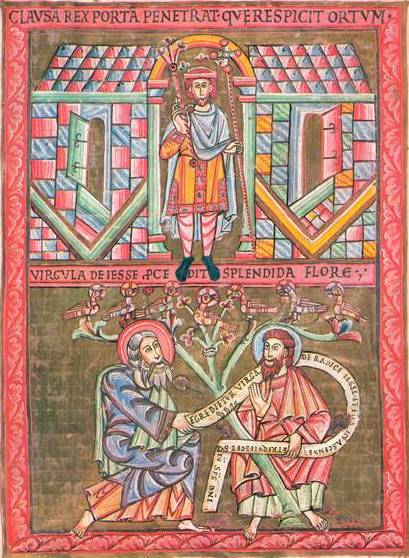
Vratislav al II-lea (Codex Vyšehradensis - personajul din mijloc, sus)

Vratislav și-a mutat reședința de la Praga la Vyšehrad. Pentru a-și consolida puterea pe plan intern, a căutat sprijin în exterior folosind căsătoria în scop politic. A doua sa soție a fost prințesa Adelaida de Ungaria. După moartea ei timpurie, Vladislav a încercat să îmbunătățească relațiile dintre Boemia și Polonia încheind o căsătorie cu prințesa poloneză Świętosława, dar metoda aleasă nu a fost eficientă. În anii 1070 și 1071 au avut loc mai multe incidente în zona de graniță între cele două regate. Deoarece atât Boemia, cât și Polonia erau vasale ale împăratului Henric al IV-lea, acesta i-a chemat la Meißen pe Vratislav și pe Boleslav al II-lea al Poloniei în toamna anului 1071 pentru a-i forța să încheie pace, însă fără succes. Boleslav a întreprins curând o incursiune în Boemia, la care împăratul Henric a vrut să răspundă printr-o campanie militară în 1072, ceea ce nu a fost posibil datorită disputelor din imperiu și a conflictului cu papalitatea privind dreptul de învestire.
În 1073 noul papă, Grigore al VII-lea, a confirmat într-o scrisoare dreptul principelui Boemiei de a purta mitra pentru o taxă de 100 de talanți de argint, așa cum fusese introdusă sub predecesorul lui Vratislav, fratele său mai mare, Spytihněv.
Se pare că și împăratul și papa voiau să-l câștige pe Vratislav de partea lor. În controversa pentru învestitură, Polonia și Ungaria au fost alături de papă, în timp ce Vratislav i-a rămas loial lui Henric.
Alianța lui Vratislav cu Henric al IV-lea a devenit mai strânsă, el fiind unul dintre cei mai importanți susținători ai împăratului în lupta împotriva nobilimii saxone, a polonezilor și a antiregelui Rudolf de Suabia, participând și la incursiuni pe teritoriul Austriei. Prin această alianță, Vratislav a adus noi teritorii sub stăpânirea sa obținând de la Henric, deși doar temporar, titlurile de Margraf de Saxonia, de Luzacia și de Meißen. Acordul s-a schimbat însă în 1081. Henric a redat Meißen și Luzacia familiilor care le stăpâneau anterior, dându-i în schimb lui Vratislav titlul de Margraf al Austriei (partea estică a mărcii bavareze). Însă aceasta a fost în principal o mișcare politică, deoarece Austria era condusă de familia Babenberg.

### Rege al Boemiei
În aprilie 1085 la Adunarea Imperială de la Mainz, după ce ducele Vratislav al II-lea renunțase la Marca de Austria, a primit de la împăratul Henric al IV-lea titlul regal pentru Boemia și Polonia. Totuși, acest titlu regal a fost doar ad personam, adică nu era ereditar și, prin urmare, a dispărut la moartea lui Vratislav în 1092. Coroana regală a Poloniei a fost o simplă revendicare, de fapt neluată niciodată în considerare în mod serios, dar care a legat Silezia mai strâns de Boemia pentru viitor, fiind un câștig considerabil ca prestigiu. 
La 15 iunie 1086, arhiepiscopul de Trier, Egilbert de Ortenburg, l-a încoronat rege pe Vratislav la Castelul Praga sub numele Vratislav I; cu această ocazie i-a fost menționat și titlul de rege al Poloniei.
„Între timp, Egilbert, arhiepiscop de Trier, ascultând ordinul împăratului, a sosit în capitala Praga, iar la 15 iunie, în timpul unei Sfinte Liturghii solemne, l-a uns ca rege pe Vratislav, purtând însemnele regale, și a pus coroana pe capul său și pe capul soției sale Świętosława, îmbrăcată în haine regale.” (Chronica Boemorum scrisă de Cosma din Praga)
Evangheliarul Codex Vyšehradensis a fost creat probabil în Mănăstirea Sfântul Emmeram cu ocazia acestei încoronări.

### Ultimii ani
Ultimii ani ai domniei lui Vratislav au adus conflicte în dinastia Přemyslid. După moartea lui Otto de Olomouc (1086), Vratislav a încredințat Olomouc fiului său, Boleslav. Totuși, drepturile descendenților lui Otto au fost apărate de Conrad. Vratislav a invadat Moravia în 1091 și a asediat Brno, dar în timpul asediului a avut loc o revoltă în armata regală, condusă de Bretislav, un alt fiu al lui Vratislav. Situația dificilă creată l-a forțat pe rege să-l numească pe Conrad de Brno ca succesor conform unui ordin al său mai vechi, iar cei doi frați s-au împăcat. Břetislav a ales exilul în Ungaria.
La mijlocul lunii ianuarie 1092, regele Vratislav a murit în urma unui accident survenit la vânătoare. Urmașii săi au guvernat din nou putând titlul de Duce.
A fost înmormântat în Mănăstirea Vyšehrad, dar mormântul său nu a fost găsit încă. Domnia sa de treizeci de ani a fost marcată de creșterea prestigiului și puterii Boemiei. Vratislav al II-lea și-a consolidat autoritatea atât în Boemia, cât și în Moravia ceea ce a generat conflicte puternice cu Conrad I și mai ales cu propriul fiu, Bretislav al II-lea.

## Căsătorii și descendenți
Vratislav al II-lea a fost căsătorit de trei ori.
Despre prima sa soție, al cărei nume nu este cunoscut, se speculează că ar fi fost de origine germană. Totuși, povestea ei este cunoscută. Aflat în conflict cu fratele său, Spytihněv al II-lea, Vratislav a decis să părăsească reședința sa, Olomouc, și s-a refugiat la regele Andrei I al Ungariei. Soția sa, aflată într-un stadiu avansat de sarcină, a rămas la Olomouc. Spytihněv a întemnițat-o. După ce a fost eliberată, a plecat spre soțul ei aflat în Ungaria, însă a murit datorită nașterii premature.
În 1057 Vratislav s-a căsătorit cu Adelaida de Ungaria (1040–1062), fiica regelui Andrei I al Ungariei. Din această căsătorie au rezultat patru copii, între care:
- Bretislav al II-lea (d. 1100), succesor al unchiului său, Conrad I, în 1092; căsătorit în 1094 cu Liutgarda de Bogen (sau Windberg);
- Iudita (d. 1086), căsătorită cu Vladislav I Herman al Poloniei, fiul lui Cazimir I al Poloniei.

După moartea celei de-a doua soții, în 1062 Vratislav s-a căsătorit cu Świętosława de Polonia. Copiii rezultați din această căsătorie au fost:
- Boleslav (n.c. 1063–d.c. 1091), duce de Olomouc;
- Bořivoj al II-lea (n.c. 1064 – d. 1124), duce al Boemiei (1100–1107 și 1117–1120); succesorul lui Svatopluk, fiul unchiului său, Otto I (d. 1087);
- Vladislav I (d. 1125), duce al Boemiei (1109–1117 și 1120–1125), căsătorit cu Richenza de Berg, fiică a contelui Henric de Berg;
- Sobeslav I (d. 1140), duce de Boemia (1125–1140), căsătorit în 1123 cu Adelaida, fiica lui Almos de Ungaria;
- Iudita (d. 1108), căsătorită în 1086 cu Wiprecht de Groitzsch.